# فرانسيس لينكولن
فرانسيس لينكولن (بالإنجليزية: Frances Lincoln)‏ هي ناشرة بريطانية، ولدت في 20 مارس 1945، وتوفيت في 26 فبراير 2001.